# Île de Sehel
L'île de Sehel est une île fluviale située sur le Nil, à environ 3,2 km au sud-ouest d'Assouan, une ville du sud de l'Égypte, et qui comporte de nombreux sites archéologiques antiques dont le temple d'Anoukis, la déesse égyptienne de l'eau et des cataractes du Nil.

## Toponymie
| S22 | X1 · Z1 · Z1 |

| S22 | X1 · Z1 · Z1 |

| S22 | X1 · Z1 · Z1 |

| S22 | X1 · Z1 · Z1 |

| S29 | T · X1 | F29 | N25 |

| S29 | T · X1 | F29 | N25 |

| S29 | T · X1 | F29 | N25 |

| S29 | T · X1 | F29 | N25 |

Comme beaucoup de villes d'Égypte, plusieurs noms ont été donnés à cette ville selon les époques :
- son nom en égyptien ancien était Setjet[1] ce qui a donné le nom de la déesse du même nom ;
- son nom en grec ancien était Σῆτις (Sêtis ou Satis)[1] ;
- son nom en arabe est Sehel[1]

## Situation géographique
C'est une grande île, longue d'un kilomètre pour une largeur de cinq-cents mètres, qui s'étire quasiment à mi-chemin entre la ville d'Assouan et l'ancien barrage d'Assouan en amont.

## Archéologie
Une carrière de pierre de granit exploitée pendant diverses époques antiques est située sur l'île, ce qui fait que de nombreuses inscriptions en hiéroglyphes ont été gravées sur des blocs de granit. Ces inscriptions étaient habituellement laissées par les voyageurs marquant le début ou la fin de leur voyage vers la Nubie. 
Une des inscriptions les plus connues est la stèle de la famine, d'origine gréco-romaine, qui relate une famine qui a duré sept ans du temps du pharaon Djéser (IIIe dynastie) et d'Imhotep. Cette inscription a été découverte en 1889 par Charles Edwin Wilbour.

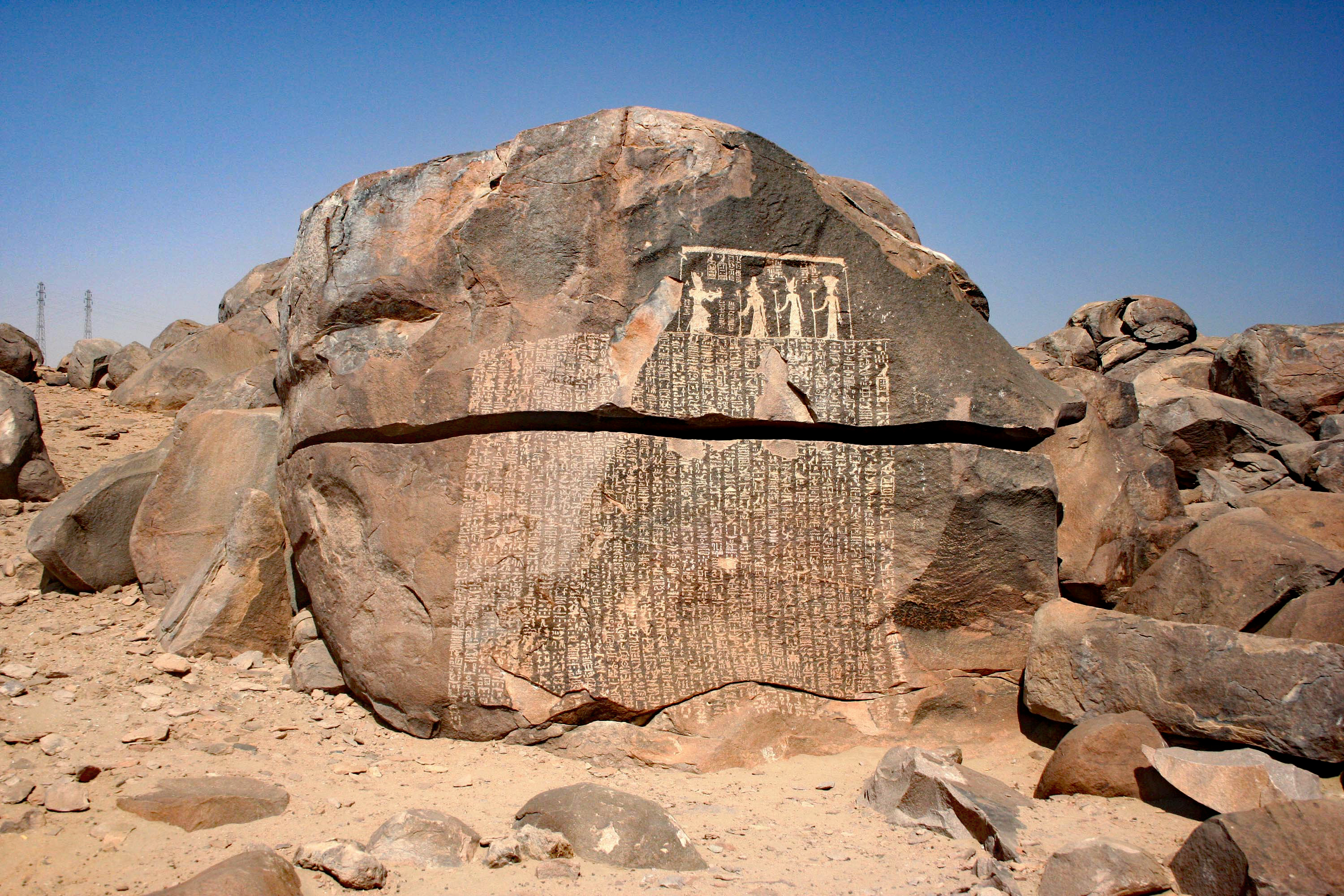
Vue d'ensemble de la stèle de la famine.
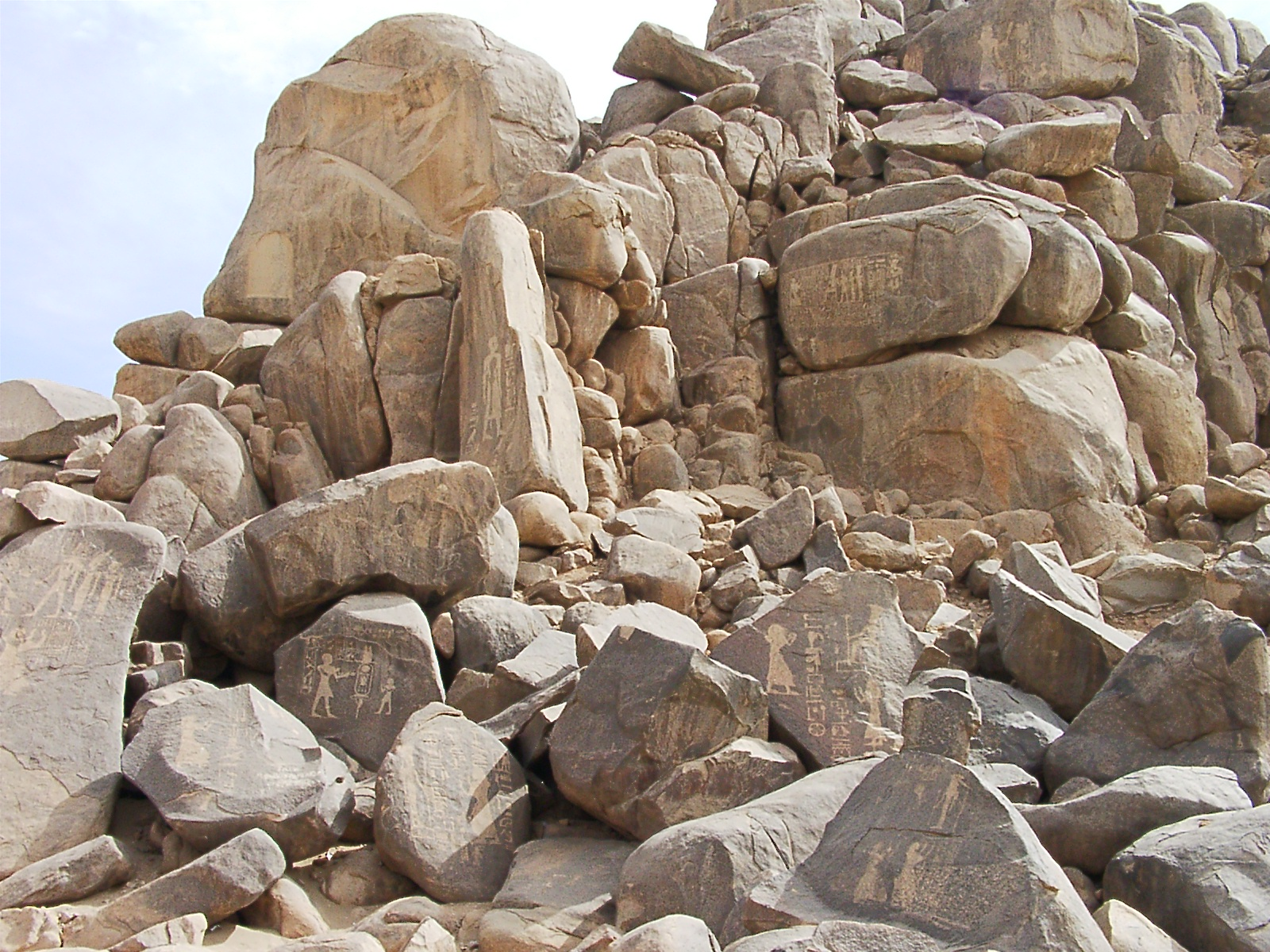
Quelques inscriptions gravées sur du granit.